# Adolf Seel

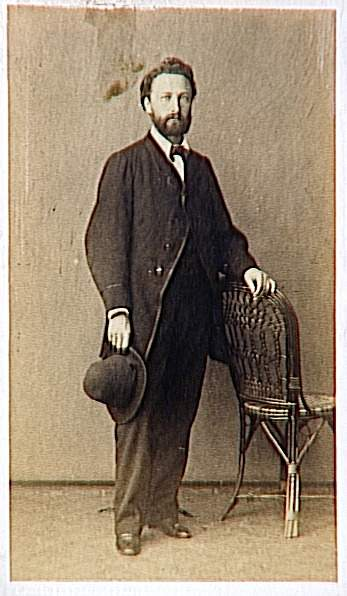
Adolf Seel, Foto Arnold Overbeck, Gebr. G. & A. Overbeck in Düsseldorf

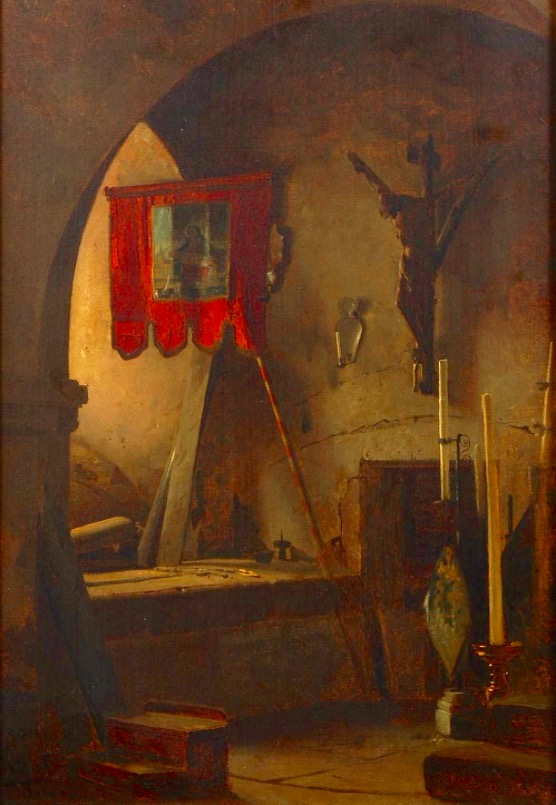
Klosterinterieur in Andernach, wohl 1860er Jahre

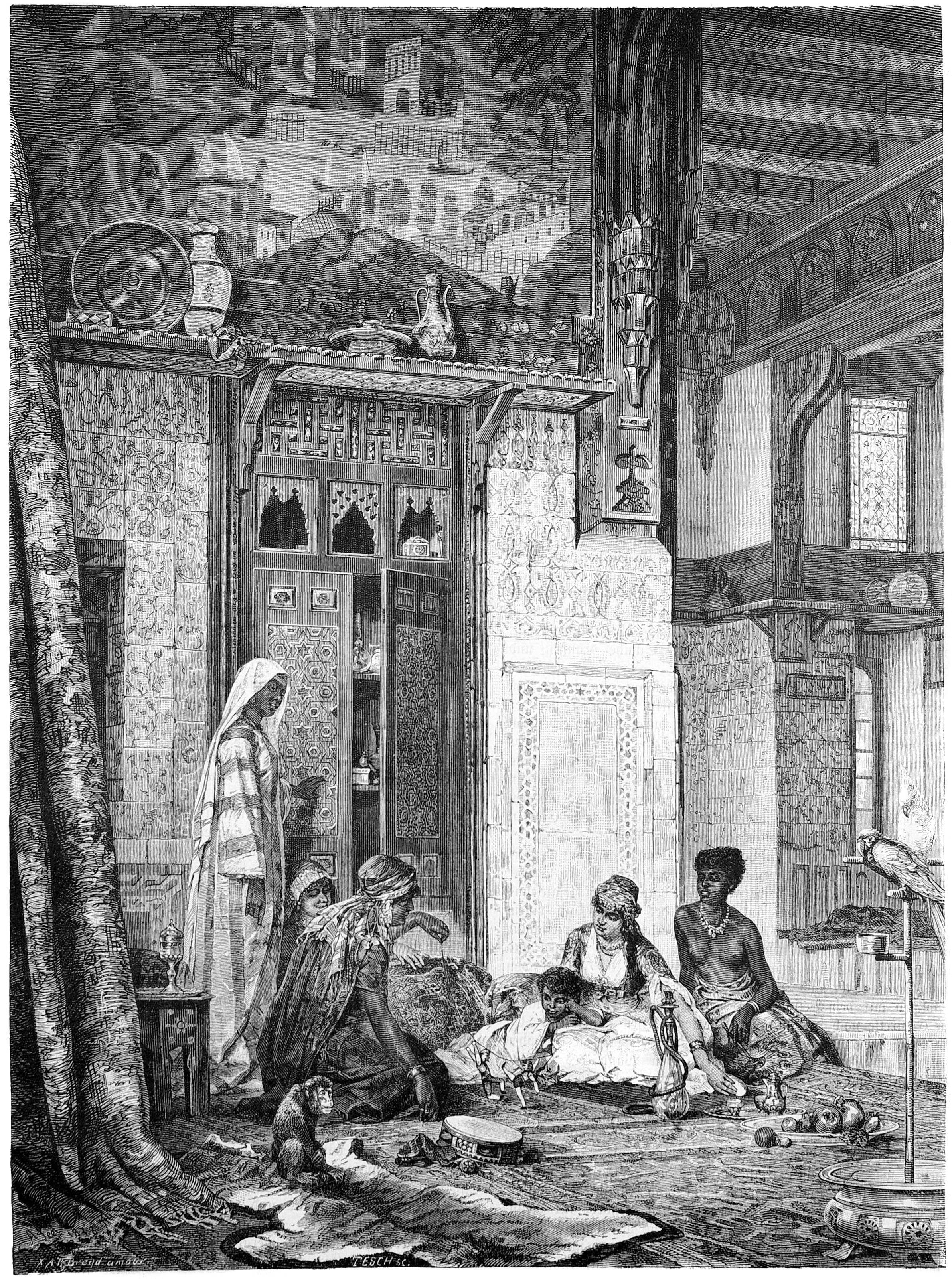
In einem Harem der Khalifenzeit, Buchillustration aus Georg Ebers’ Werk Aegypten in Bild und Wort, veröffentlicht in der Zeitschrift Die Gartenlaube, 1878

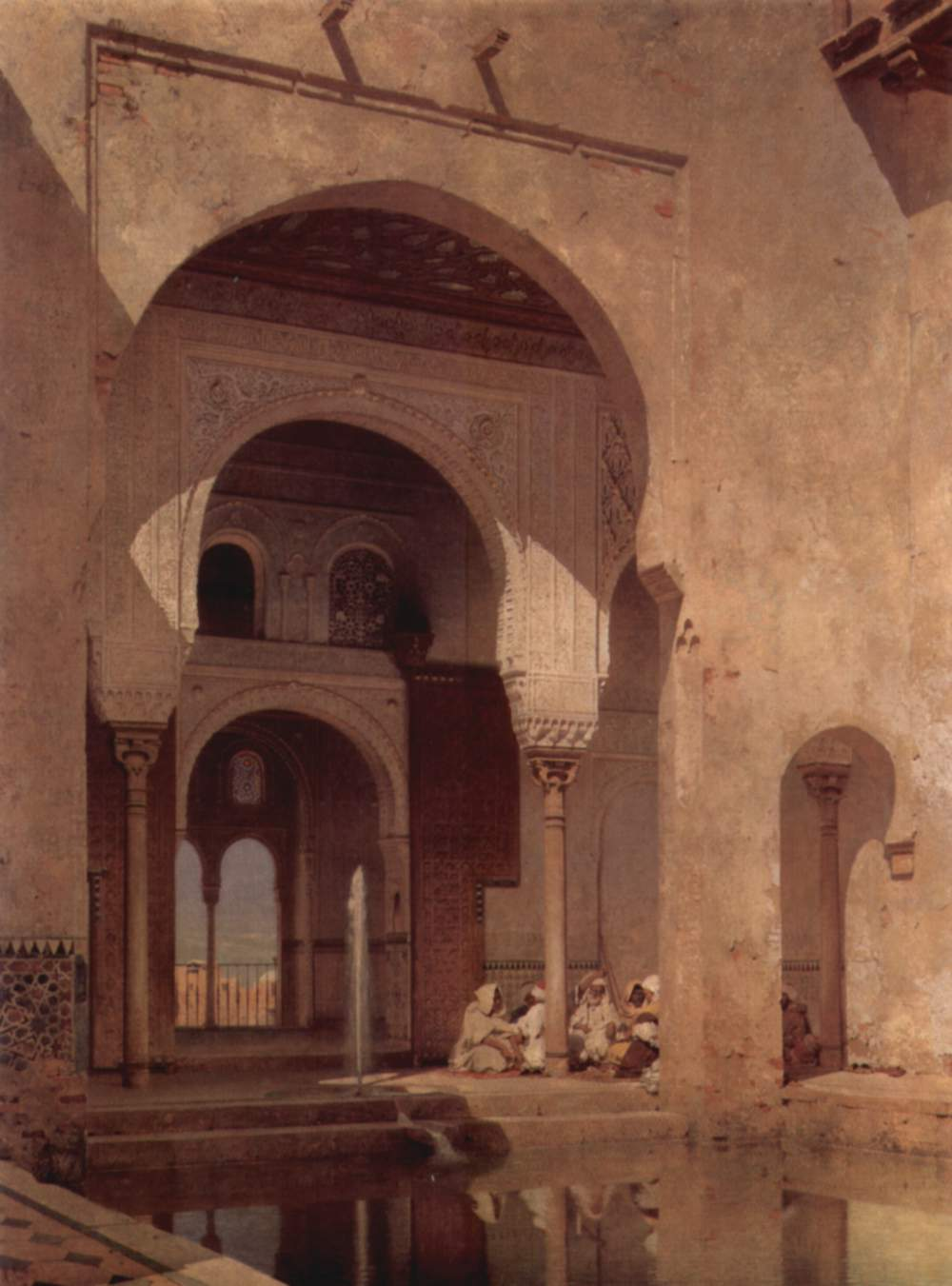
In der Alhambra, 1886, Museum Kunstpalast

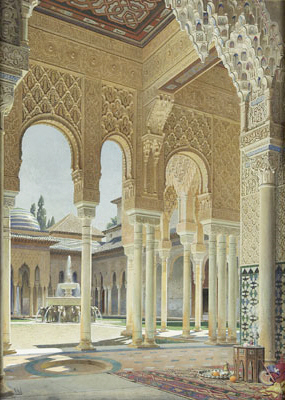
Innenhof der Alhambra, 1892

Adolf Wolfgang Seel (* 1. März 1829 in Wiesbaden; † 14. Februar 1907 in Dillenburg) war ein Wiesbadener Künstler des 19. Jahrhunderts und gilt als hervorragender Architekturmaler der Düsseldorfer Schule.

## Leben
Seel besuchte von 1843 bis 1848/1849 die Akademie in Düsseldorf. Dort waren Rudolf Wiegmann und besonders Karl Ferdinand Sohn seine Lehrer. Befreundet war er mit dem ebenfalls aus Wiesbaden stammenden Ludwig Knaus, außerdem mit Wilhelm Busch. Während der Düsseldorfer Studienzeit, etwa im Zeitraum 1845–1848, porträtierte ihn Anselm Feuerbach, mit dem er ebenfalls bekannt war. Danach bildete er sich in Paris sowie 1864 und 1865 in Italien (Venedig) weiter aus. 1870 und 1871 bereiste er Spanien, Portugal und die Nordküste Afrikas sowie 1873 und 1874 den Orient (Palästina und Ägypten).
Seel lebte größtenteils in Düsseldorf und war dort von 1848 bis 1907 Gründungsmitglied des Künstlervereins Malkasten. 1869 gehörte er zu den Unterzeichnern einer „Erklärung in Sachen der Kunstakademie Düsseldorf“, worin eine kritische Haltung gegen den Akademie-Direktor Hermann Altgelt öffentlich zum Ausdruck gebracht und die Behauptung bestritten wurde, dass der „idealistischen Malerei“ eine Vorrangstellung zukomme. Mit Wiener Architekten und dem Triester Maler Bernhard Fiedler organisierte er eine „historische Ausstellung des islamitischen Orients“, die 1876 im Österreichischen Museum stattfand. In Georg Ebers’ zweibändigem, ab 1878 veröffentlichten Werk Aegypten in Bild und Wort war Seel mit mehreren Holzstichen vertreten. 1891/1892 war der Architekturmaler Hermann Baumeister sein Schüler.     
Seel erwarb sich vor allem einen Ruf als Genre- und Architekturmaler, anfangs durch Kloster- und Kircheninterieurs. Seine Architekturstücke, besonders die stimmungsvollen Darstellungen arabischer und maurischer Bauwerke, mit denen er ab Mitte der 1870er Jahre Aufsehen erregte und die Orientrezeption seiner Zeitgenossen beeinflusste, sind von meisterhafter Perspektive, Beleuchtung und Färbung und gewöhnlich mit narrativer figürlicher Staffage versehen. Diese Werke lassen sich der Strömung des Orientalismus zuordnen. Mit dem Gemälde Sklavenmarkt in Kairo (1895), einem Bild mit fotografischer Genauigkeit, betrat er das Feld des erotischen Genres. Außer seiner genrehaften Architekturmalerei schuf er Landschaften (Veduten) und Porträts, zum Teil in Aquarell.

## Werke (Auswahl)
Unter den älteren Werken ragen besonders hervor: 
- Betende in der Kirche (1852)
- Inneres einer byzantinischen Kirche (1862)
- Motiv aus San Marco in Venedig
- Der Kreuzgang des Doms zu Halberstadt im Winter (Hauptbild)

Unter den späteren Werken sind hervorzuheben:
- Taufkapelle in San Marco
- Löwenhof der Alhambra
- Arabischer Hof in Kairo (1876, Nationalgalerie Berlin)[14]
- Der ägyptische Harem (1878)
- Die Favoritin (1883)
- In der Alhambra (1886, Museum Kunstpalast)
- Innenhof der Alhambra (1892)
- Sklavenmarkt in Kairo (1895, 1896 angekauft durch die Nationalgalerie Berlin, vermutlich auf Weisung Kaiser Wilhelm II.)[15][16]

## Auszeichnungen
1869 erhielt Seel den preußischen Kronenorden IV. Klasse. 1876 wurden ihm die Erzherzog-Carl-Ludwig-Medaille und die Große Goldene Medaille der Stadt Wien verliehen, 1878 die Kleine Goldene Medaille in Berlin. 1887 erhielt er das Preisdiplom der Dresdner Aquarellisten. Außerdem war er Ehrenmitglied der Société royale belge des aquarellistes.